# Gibbous Rocks
Die Gibbous Rocks (englisch umgangssprachlich für Bucklige Felsen, in Argentinien Rocas Gibosas) sind Klippenfelsen im Archipel der Südlichen Shetlandinseln. Sie liegen 6 km nordwestlich des Kap Belsham von Elephant Island.
Wissenschaftler der britischen Joint Services Expedition (1970–1971) kartierten sie. Das UK Antarctic Place-Names Committee gab ihnen am 3. November 1971 ihren deskriptiven Namen.